# 阪神高速5号湾岸線
阪神高速5号湾岸線（はんしんこうそく5ごうわんがんせん、Route 5 Bayshore Line）は、大阪府大阪市住之江区の4号湾岸線（南港JCT）から兵庫県神戸市の第二神明道路北線（垂水JCT）へ至る、阪神高速道路の路線である。
路線のうち、湾岸線8期（駒ヶ林南出入口 - 名谷JCT）6.4キロメートル (km) については一部を除き未供用である。9期（六甲アイランド北出入口 - 駒ヶ林南出入口）14.5 kmについては工事着手済みだが、現在も未開通である。これらの区間は2009年（平成21年）3月に都市計画決定され、6車線の高架道路が建設されることになっている。

## 概要
阪神間を大阪湾に沿って繋ぐ道路で、3号神戸線に次ぐ阪神間の第二ルートとして建設されている。
同じ湾岸線という呼称で、天保山JCTから泉佐野方面に至る4号湾岸線もあり、南港JCTで接続している。この4号湾岸線と合わせて、「大阪湾岸道路」となっている。
現在のところ、末端に取り残された状態の湾岸（垂水）線（名谷JCT - 垂水JCT）は接続している第二神明道路北線の一部として機能しており、道路管理者である阪神高速道路は料金を徴収していない。西日本高速道路の管理する須磨料金所にて第二神明道路の料金を支払うことで本区間の通行も可能である。
最高速度は、他の阪神高速道路の路線よりも高い80 km/hとなっている（名谷JCT - 垂水JCT間は50 km/h）。

### 路線名
- 大阪府道高速湾岸線（阪神高速4号湾岸線も含まれる）
- 兵庫県道高速湾岸線（六甲アイランド北出入口以東）
- 国道2号 大阪湾岸道路西伸部（六甲アイランド北出入口 - 南駒栄JCT - 駒栄出入口）
- 未定（南駒栄JCT - 垂水JCT）
- 神戸市道高速道路湾岸線（名谷JCT - 垂水JCT）

## 出入口など
- 出入口番号欄の背景色が■である部分については道路が供用済みの区間を示している。また、施設名欄の背景色が■である部分は施設が供用されていない、または完成していないことを示す。未開通区間の名称は仮称。

| 出入口 番号                                           | 施設名                   | 接続路線名                         | 起点 から (km) | 備考                                                 | 所在地       | 所在地       | 所在地   |
| ----------------------------------------------------- | ------------------------ | ---------------------------------- | -------------- | ---------------------------------------------------- | ------------ | ------------ | -------- |
| 5-01                                                  | 南港北入口 南港JCT       | 4号湾岸線 泉佐野・南港中方面       | 0.0            | 神戸方面入口                                         | 大阪府大阪市 | 大阪府大阪市 | 住之江区 |
| 5-02                                                  | 天保山出入口 天保山JCT   | 国道172号（中央大通） 16号大阪港線 | 2.5            | 神戸方面出入口 神戸方面接続                          | 大阪府大阪市 | 大阪府大阪市 | 港区     |
| -                                                     | 北港JCT                  | 2号淀川左岸線                      | 4.6            |                                                      | 大阪府大阪市 | 大阪府大阪市 | 此花区   |
| 5-03                                                  | 湾岸舞洲出入口           | 舞洲方面                           | 4.6            | 2013年5月25日に北港西出入口から改称 入口はETC専用    | 大阪府大阪市 | 大阪府大阪市 | 此花区   |
| -                                                     | 中島TB                   | -                                  |                | 泉佐野・大阪市内方面 2022年2月27日廃止               | 大阪府大阪市 | 大阪府大阪市 | 西淀川区 |
| 5-04 5-05                                             | 中島出入口               | 淀川通                             | 7.2            | 泉佐野・大阪市内方面出入口                           | 大阪府大阪市 | 大阪府大阪市 | 西淀川区 |
| -                                                     | 中島PA                   | -                                  | 7.2            |                                                      | 大阪府大阪市 | 大阪府大阪市 | 西淀川区 |
| 5-06                                                  | 尼崎東海岸出入口         | 尼崎港線                           | 8.7            | 神戸方面出入口 入口はETC専用                         | 兵庫県       | 尼崎市       | 尼崎市   |
| 5-07                                                  | 尼崎末広出入口           | 尼崎港崇徳院線                     | 9.5            |                                                      | 兵庫県       | 尼崎市       | 尼崎市   |
| 5-08                                                  | 鳴尾浜出入口             | 芦屋鳴尾浜線                       | 11.7           | 大阪方面出入口 入口はETC専用                         | 兵庫県       | 西宮市       | 西宮市   |
| 5-09                                                  | 甲子園浜出入口           | 芦屋鳴尾浜線                       | 14.1           | 神戸方面出入口 入口はETC専用                         | 兵庫県       | 西宮市       | 西宮市   |
| 5-10                                                  | 西宮浜出入口             | 芦屋鳴尾浜線                       | 15.0           | 大阪方面出入口 入口はETC専用                         | 兵庫県       | 西宮市       | 西宮市   |
| -                                                     | 南芦屋浜TB               | -                                  |                | 神戸方面 2017年1月25日廃止                           | 兵庫県       | 芦屋市       | 芦屋市   |
| -                                                     | 南芦屋浜PA               | -                                  | 17.1           | 神戸方面                                             | 兵庫県       | 芦屋市       | 芦屋市   |
| 5-11                                                  | 南芦屋浜出入口           | 芦屋鳴尾浜線                       | 17.6           | 神戸方面出入口 入口はETC専用                         | 兵庫県       | 芦屋市       | 芦屋市   |
| 5-12                                                  | 深江浜出入口             | サンシャインワーフ方面             | 18.7           | 大阪方面出入口 入口はETC専用                         | 兵庫県       | 神戸市       | 東灘区   |
| 5-13                                                  | 深江浜出入口             | 東灘芦屋線                         | 18.7           | 六甲アイランド方面出入口 入口はETC専用               | 兵庫県       | 神戸市       | 東灘区   |
| 5-14                                                  | 住吉浜出入口             | ハーバーハイウェイ                 | 21.2           | 大阪方面出入口 3号神戸線 摩耶出入口・京橋出入口 乗継 | 兵庫県       | 神戸市       | 東灘区   |
| 5-15                                                  | 魚崎浜出入口             |                                    | 21.2           | 入口はETC専用                                        | 兵庫県       | 神戸市       | 東灘区   |
| 5-16                                                  | 六甲アイランド北出入口   |                                    | 22.0           | 大阪方面出入口                                       | 兵庫県       | 神戸市       | 東灘区   |
| -                                                     | 六甲アイランド西出入口   |                                    | -              | 垂水方面出入口 事業中                                | 兵庫県       | 神戸市       | 東灘区   |
| -                                                     | ポートアイランド東出入口 |                                    | -              | 大阪方面出入口 事業中                                | 兵庫県       | 神戸市       | 中央区   |
| -                                                     | ポートアイランド西出入口 |                                    | -              | 垂水方面出入口 事業中                                | 兵庫県       | 神戸市       | 中央区   |
| -                                                     | 南駒栄JCT                | 阪神高速31号神戸山手線             | -              | 大阪方面接続 事業中                                  | 兵庫県       | 神戸市       | 長田区   |
| -                                                     | 駒ヶ林南出入口           |                                    | -              | 垂水方面出入口 調査中                                | 兵庫県       | 神戸市       | 長田区   |
| -                                                     | TB（名称未定）           | -                                  | -              | 大阪方面 調査中                                      | 兵庫県       | 神戸市       |          |
| 5-17                                                  | 名谷JCT                  | E93 第二神明道路                   |                |                                                      | 兵庫県       | 神戸市       | 垂水区   |
| -                                                     | 名谷出入口               |                                    |                | 計画中 大阪方面出入口                                | 兵庫県       | 神戸市       | 垂水区   |
| 5-19 5-20 5-21                                        | 垂水JCT                  | E28 神戸淡路鳴門自動車道           |                |                                                      | 兵庫県       | 神戸市       | 垂水区   |
| E94 第二神明道路北線（神戸西バイパス） 長坂・姫路方面 |                          |                                    |                |                                                      |              |              |          |

名谷JCT、垂水JCTの出入口番号は案内標識には表示されていない。

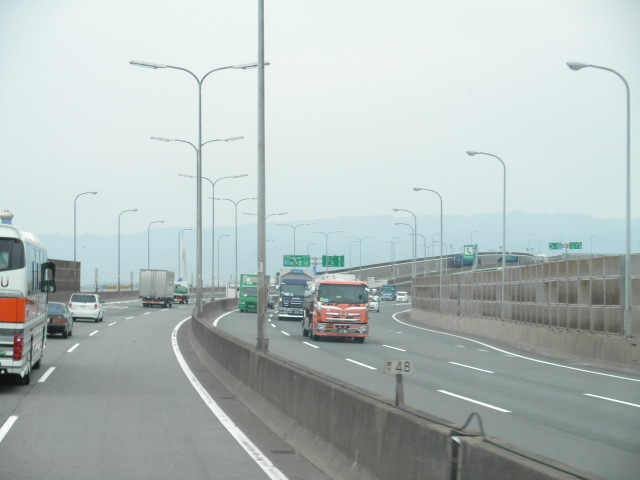
大阪府大阪市此花区梅町2丁目
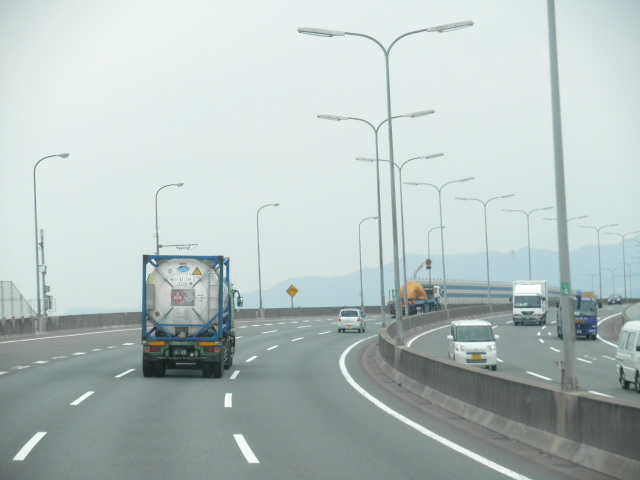
兵庫県尼崎市末広町2丁目
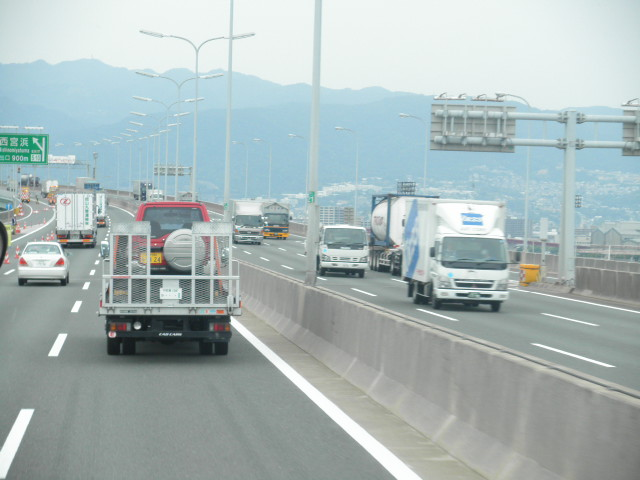
兵庫県西宮市西宮浜2丁目
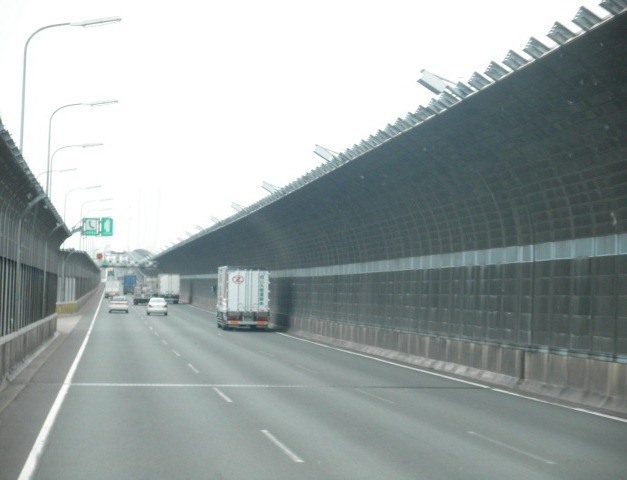
兵庫県芦屋市陽光町
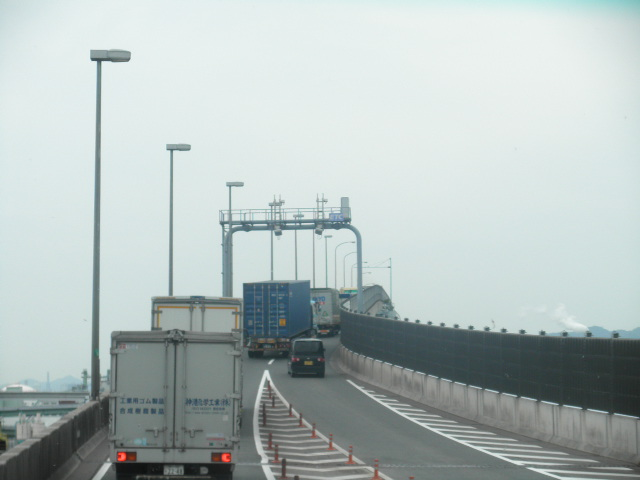
兵庫県神戸市東灘区魚崎浜町
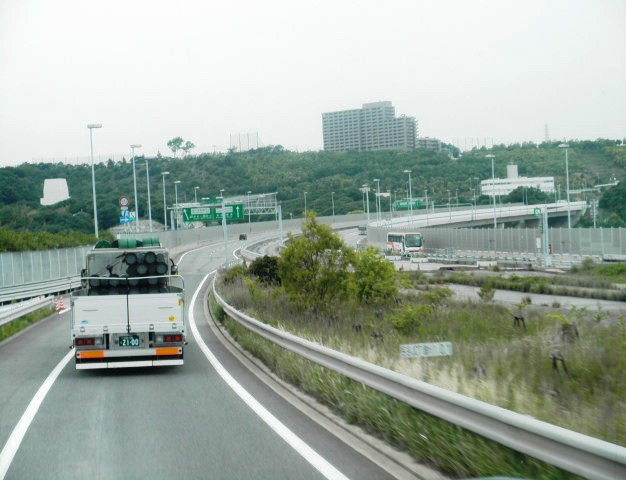
兵庫県神戸市垂水区名谷町

## 歴史

### 年表
- 1991年（平成3年）9月18日 : 南港北出入口／南港JCT - 中島出入口間開通。
- 1994年（平成6年）4月2日 : 中島出入口 - 六甲アイランド北出入口間開通。
- 1995年（平成7年）1月17日 : 兵庫県南部地震（阪神・淡路大震災）により被害を受け、一部区間が不通となる。全面復旧は同年9月1日。
- 1998年（平成10年）4月5日 : 名谷JCT - 垂水JCT間開通。
- 2009年（平成21年）3月 : 湾岸線8期（駒ヶ林南出入口 - 名谷JCT間）6.4 km・9期（六甲アイランド北出入口 - 駒ヶ林南出入口間）14.5 kmの都市計画決定。
- 2013年（平成25年）5月25日 : 北港西出入口を「湾岸舞洲出入口」に名称変更。
- 2017年（平成29年）1月25日 : 甲子園浜出入口の入口料金所設置に伴い、南芦屋浜本線料金所と西宮浜出入口の出口料金所を廃止。
- 2019年（平成31年）3月19日 : 南芦屋浜本線料金所跡に南芦屋浜PA供用開始[2]。
- 2022年（令和4年）2月27日 : 中島本線料金所を廃止[1]。
- 2025年（令和7年）2月26日 : 中島本線料金所跡に中島PA（泉佐野方面）供用開始[3]。

### 開通予定年度
- 未定 : 六甲アイランド北出入口- 名谷JCT、名谷出入口

## 路線状況

### 車線・最高速度
| 区間                      | 車線 上下線=上り線+下り線 | 最高速度 |
| ------------------------- | ------------------------- | -------- |
| 南港北 - 天保山           | 4=2+2                     | 80 km/h  |
| 天保山 - 六甲アイランド北 | 6=3+3                     | 80 km/h  |
| 名谷JCT - 垂水JCT         | 4=2+2 （暫定4車線）       | 50 km/h  |

### 主な橋
- 天保山大橋（640 m） : 安治川（大阪港築港 - 北港間）
- 神崎川橋（150 m） : 神崎川
- 中島川橋（160 m） : 中島川
- 西宮浜大橋（252 m） : 尼崎西宮芦屋港甲子園浜 - 西宮浜間
- 東神戸大橋（885 m） : 神戸港深江浜 - 魚崎浜間
- 六甲アイランド大橋（217 m） : 神戸港魚崎浜 - 六甲アイランド間

### 道路情報ラジオ
- 桜島（天保山 - 湾岸舞洲）
- 中島（湾岸舞洲 - 中島）
- 甲子園浜（鳴尾浜 - 西宮浜）
- 魚崎浜（深江浜 - 六甲アイランド北）

阪神高速の道路情報ラジオの冒頭は「こちらは阪神高速路側○○（局名）です。午前（午後）○○時○○分現在の道路情報をお知らせします。」と放送される。

### 所轄警察
- 大阪府警察高速道路交通警察隊阪神四ツ橋分駐所 : 大阪府内
- 兵庫県警察高速道路交通警察隊京橋分駐隊 : 兵庫県内（名谷JCT - 垂水JCTを除く）[4]
- 兵庫県警察高速道路交通警察隊名谷分駐隊 : 名谷JCT - 垂水JCT[4]

### 交通量
24時間交通量（台） 道路交通センサス
| 区間                                  | 平成17年（2005年）度 | 平成22年（2010年）度 | 平成27年（2015年）度 | 令和3年度（2021年）度 |
| ------------------------------------- | -------------------- | -------------------- | -------------------- | --------------------- |
| 南港北出入口 - 天保山出入口           | 100,632              | 47,574               | 52,298               | 61,855                |
| 天保山出入口 - 北港JCT/湾岸舞洲出入口 | 74,300               | 79,746               | 82,737               | 87,814                |
| 北港JCT/湾岸舞洲出入口 - 中島出入口   | 74,300               | 69,788               | 68,520               | 72,107                |
| 中島出入口 - 尼崎東海岸出入口         | 74,300               | 57,119               | 59,678               | 61,283                |
| 尼崎東海岸出入口 - 尼崎末広出入口     | 74,300               | 62,663               | 64,162               | 66,421                |
| 尼崎末広出入口 - 鳴尾浜出入口         | 36,261               | 53,979               | 54,351               | 56,434                |
| 鳴尾浜出入口 - 甲子園浜出入口         | 36,261               | 43,045               | 50,279               | 49,644                |
| 甲子園浜出入口 - 西宮浜出入口         | 36,261               | 46,676               | 53,405               | 52,879                |
| 西宮浜出入口 - 南芦屋浜出入口         | 36,261               | 42,432               | 47,302               | 47,030                |
| 南芦屋浜出入口 - 深江浜出入口         | 36,261               | 45,274               | 48,954               | 48,923                |
| 深江浜出入口 - 住吉浜出入口           | 36,261               | 46,143               | 45,982               | 45,318                |
| 住吉浜出入口 - 魚崎浜出入口           | 36,261               | 46,143               | 45,982               | 45,318                |
| 魚崎浜出入口 - 六甲アイランド北出入口 | 36,261               | 8,518                | 11,189               | 11,956                |
| 六甲アイランド北出入口 - 名谷JCT間    | 未開通               | 未開通               | 未開通               | 未開通                |
| 名谷JCT - 垂水JCT                     | 16,069               | 17,299               | 16,478               | 14,981                |

（出典：「平成22年度道路交通センサス」・「平成27年度全国道路・街路交通情勢調査」・「令和3年度全国道路・街路交通情勢調査」（国土交通省ホームページ）より一部データを抜粋して作成）
- 令和2年度に実施予定だった交通量調査は、新型コロナウイルスの影響で延期された[5]。

## 未開通区間について
六甲アイランド北出入口 - 名谷JCTが未開通のため、3号神戸線に次ぐ阪神間の第二ルートとしての機能は不完全である。湾岸線の住吉浜と神戸線の摩耶もしくは（ハーバーハイウェイを経由して）京橋の間で乗り継ぎ制度が実施されている。排気ガスや騒音による公害の元凶とされる大型車を湾岸線へ誘導するため、公害等調整委員会のあっせんに基づき、料金を200円割り引くロードプライシングが試行されたが、見るべき成果は得られなかった。
8期の駒ヶ林南出入口 - 名谷JCTは水底トンネルを含む長大トンネルで計画されており、費用面・技術面・運用面（危険物積載車両は水底トンネルを通行できない）での困難さが予想される。また、9期の六甲アイランド北出入口 - 駒ヶ林南出入口は特定重要港湾である神戸港を横断するが港湾関係者との調整が進まず、2009年（平成21年）3月まで都市計画決定さえされていなかった。そのため、並行するハーバーハイウェイを活用する案も候補として上がったが、活用する場合に容量不足になるなどの問題が多い。2003年（平成15年）に9期についての検討を行う大阪湾岸道路有識者委員会が設立され、2005年（平成17年）1月までに16回の委員会を開いて提言をまとめた。この提言を受けて同年2月に兵庫県は都市計画手続きを開始し、2009年（平成21年）3月に都市計画決定した。
しかし同年内に自民党から民主党への政権交代が起こると、民主党政権が掲げた「コンクリートから人へ」の大号令のもと全国各地で公共事業が中止・凍結され、当道路も例外ではなく事実上の棚上げ状態となった。
自民党政権が復活した後の2014年（平成26年）に入り、神戸市内の六甲アイランド（東灘区） ‐ 駒ケ林南（長田区）の約14.5 km区間が建設費に関する県と市の負担割合の目途が立った事で、整備が進められるとの報道がなされた。報道によれば、阪神高速道路事業と国直轄事業を組み合わせた手法を取り入れる事で神戸市の負担を軽減し、また4者協議において更なるコスト削減策や残る未整備区間の方向性も併せて検討するとしている。2016年（平成28年）4月から一般国道2号 大阪湾岸道路西伸部（六甲アイランド北 - 駒栄）として国土交通省による公共事業として事業化された。2017年（平成29年）には公共事業と有料道路事業の合併施行方式が導入され、2018年（平成30年）7月に国港湾事業の参画が決定された。
そして2018年（平成30年）12月22日、国土交通省・阪神高速道路・兵庫県・神戸市は六甲アイランドで西伸部の起工式を行った。事業費は5000億円で、完成まで10年を見込んでいる。
道路規格は第2種第1級、設計速度は80 km/h、車線数は往復6車線の計画である。